# Manoel Tubino
Manoel José Gomes Tubino (Pelotas-RS, 29 de maio de 1939 - Rio de Janeiro, 18 de dezembro de 2008), foi uma das maiores autoridades em Educação Física e política esportiva do Brasil, e ex-presidente mundial da Fédération Internationale d’Education Physique (FIEP). 
Graduado em Educação Física pela Escola de Educação Física do Exército, possuía o título de doutor pela Universidade Livre de Bruxelas e pela UFRJ.
Foi presidente do Conselho Nacional do Desporto entre 1985 e 1990, tendo sido um dos grandes responsáveis pela inclusão de uma seção própria para o esporte na Constituição Federal de 1988 (art. 217). 
Escreveu mais de 20  livros sobre educação física, esporte e direito esportivo, dentre eles o popular "O Que É Esporte" da Coleção Primeiros Passos, Ed. Brasiliense. 

## Morte
Faleceu em 18 de dezembro de 2008, aos 69 anos. Ele havia passado por uma cirurgia no intestino, e não resistiu a uma parada cardíaca.

## Homenagens
- Desde 2015 a Comissão do Esporte da Câmara dos Deputados homenageia os profissionais de educação física que se destacam com a Honraria Manoel José Gomes Tubino na Atividade Física.[9][10]
- A "Vila Olímpica Professor Manoel José Gomes Tubino", no Rio de Janeiro, recebeu este nome em sua homenagem[11]

## Livros Lançados
- 1979 - Metodologia Científica do Treinamento Desportivo
- 1979 - Qualidades Físicas Na Educação Física E Nos Esportes
- 1980 - Em Busca de uma Tecnologia Educacional para as Escolas de Educação Física
- 1980 - Eficiência E Eficácia Nas Universidades
- 1985 - Terminologia Aplicada A Educação Fisica
- 1992 - Dimensões sociais do esporte
- 1993 - O que é esporte
- 1997 - O esporte no Brasil: do período colonial aos nossos dias
- 1997 - Universidade, qualidade e avaliação
- 2007 - O que é olimpismo
- 2007 - Dicionário enciclopédico Tubino do esporte (co-autoria com Fábio Mazeron Tubino e Fernando Antonio Cardoso Garrido)
- 2010 - Estudos brasileiros sobre o esporte: ênfase no esporte-educação
- 2016 - Esporte E Cultura Física